# Fransk hjärtmask
Fransk hjärtmask (Angiostrongylus vasorum)  är en parasitisk rundmask som är 14,0–20,5 mm lång och  0,170–0,306 mm bred . Parasiten lever i  lungartärerna och höger hjärtkammare hos hundar och rävar, medan sniglar och snäckor fungerar som mellanvärd för parasiten. I Sverige påvisades fransk hjärtmask första gången 2003 i en hund på Sydkoster. Sedan dess har fransk hjärtmask påvisats i hundar och rävar runt om i Sverige. .